# William Conybeare
William Daniel Conybeare (° 7 de junio de 1787 - † 12 de agosto de 1857) fue un geólogo y paleontólogo británico.
Conybeare nació en Londres y estudió en Christ Church, Universidad de Oxford. Entró en las órdenes y fue vicario de Wardington (cerca de Bristol). Durante este período, fue uno de los fundadores de la Bristol Philosophical Institution en 1822. Fue rector de Glamorganshire en Sully de 1823 a 1836, y vicario de Axminster de 1836 a 1844. Fue encargado de enseñanza a partir de 1839, y rector del Obispado anglicano Llandaff a partir de 1845.
Le interesó la geología por los cursos de John Kidd (1775-1851). Luego de sus estudios, viajó por el Reino Unido y por el continente, y fue uno de los primeros miembros de la Geological Society of London.
William Buckland (1784-1856) y Adam Sedgwick (1785-1873) reconocieron la labor de Conybeare en el avance de la geología.
En 1821, William Conybeare describió con maestría un esqueleto de plesiosaurio descubierto por Mary Anning (1799-1847). Los principales elementos del informe que en esa oportunidad hizo, fueron posteriormente confirmados por investigaciones ulteriores.
También publicó algunos trabajos sobre los estratos de carbón de Inglaterra en el sudoeste (con William Buckland en 1824), sobre el valle del Támesis, sobre la teoría de la formación de las cadenas de montañas de Léonce Élie de Beaumont (1798-1874), y sobre un deslizamiento de tierra cerca de Lyme Regis en 1839.
Pero su principal obra sin duda es Outlines of the Geology of England and Wales 1822, una segunda edición de un trabajo de William Phillips (1775-1828) coescrita con el autor. Las contribuciones de Conybeare forman la parte principal de esta edición, donde solo la primera parte describía el Carbonífero y los estratos más recientes. Este escrito tuvo gran influencia en ciertos círculos del Reino Unido.
Conybeare fue miembro de la Royal Society, y miembro correspondiente del Instituto de Francia. En 1844 recibió la Medalla Wollaston.